# Marian Ryng
Marian Ryng (ur. 13 marca 1915 w Warszawie, zm. 9 sierpnia 1986 we Wrocławiu) – inżynier chemik.
Jego ojciec, Stanisław, był dyrektorem i współwłaścicielem fabryki Braci Ryng w Piasecznie, a matka, Zofia z d. Gostomska, była nauczycielką. W 1934 r. ukończył Gimnazjum im. Tadeusza Czackiego w Warszawie, a w 1939 r. studia na Wydziale Chemicznym Politechniki Warszawskiej. Pracy dyplomowej z dziedziny syntezy estrów organicznych, napisanej pod kierunkiem prof. K Smoleńskiego, nie zdążył obronić przed wybuchem wojny. Stało się to możliwe dopiero przed komisją egzaminacyjną Wydziału Chemicznego PW w lipcu 1946 r.
Podczas okupacji hitlerowskiej, ukończył konspiracyjną podchorążówkę AK i w stopniu kaprala-podchorążego brał udział w powstaniu warszawskim.
Po wojnie rozpoczął pracę w grupie Operacyjnej Śląska Opolskiego w Niemodlinie, potem w koksowni Makoszowy, a od marca 1947 r. w NZPO „ROKITA” w Brzegu Dolnym. Najpierw w latach 1950–1956 był kierownikiem wydziału inwestycji chemicznych, a od maja 1957 r. do 30 września 1977 r. generalnym projektantem Zakładów „Rokita” w Zakładzie Projektowym we Wrocławiu. Jego dziełem był, opracowany w 1960 r., komplementarny plan rozwoju przedsiębiorstwa we wszystkich branżach, według którego do połowy lat 70. przebiegał rozwój fabryki.
W latach 50. i 60. był nauczycielem akademickim na Uniwersytecie Wrocławskim, gdzie wykładał zasady bezpieczeństwa technicznego w przemyśle chemicznym.
Był laureatem nagrody państwowej II stopnia w dziedzinie techniki, odznaczony Krzyżem Kawalerskim Orderu Odrodzenia Polski. Autor podręcznika Bezpieczeństwo techniczne w przemyśle chemicznym.